# Rhyssemus decellei
Rhyssemus decellei är en skalbaggsart som beskrevs av Riccardo Pittino 1984. Rhyssemus decellei ingår i släktet Rhyssemus och familjen Aphodiidae. Inga underarter finns listade i Catalogue of Life.